# 193 (číslo)
Sto devadesát tři je přirozené číslo, které následuje po čísle sto devadesát dva a předchází číslu sto devadesát čtyři. Římskými číslicemi se zapisuje CXCIII a řeckými číslicemi ρϟγ.

## Matematika
193 je:
- Šťastné číslo
- Příznivé číslo
- Tvoří prvočíselnou dvojici s číslem 191 (číslo)
- Součet dvou druhých mocnin: 122 + 72
- Rozdíl dvou druhých mocnin: 972 - 962
- Rozdíl součinu a součtu prvních čtyř prvočísel

## Chemie
- 193 je nukleonové číslo běžnějšího z obou přírodních izotopů iridia.[1]

## Astronomie
- (193) Ambrosia je planetka hlavního pásu, kterou objevil v roce 1879 Jérôme Eugène Coggia.

## Doprava
- Silnice II/193 je česká silnice II. třídy vedoucí na trase Domažlice – Horšovský Týn – Kladruby – Stříbro – Úněšov – Nečtiny – Borek – Žlutice.[2]

## Roky
- 193
- 193 př. n. l.